# Stazione di Milano Porta Nuova (1840)
La stazione di Milano Porta Nuova, capolinea della linea Milano-Monza, fu la prima stazione ferroviaria milanese, entrata in servizio nel 1840.

## Storia

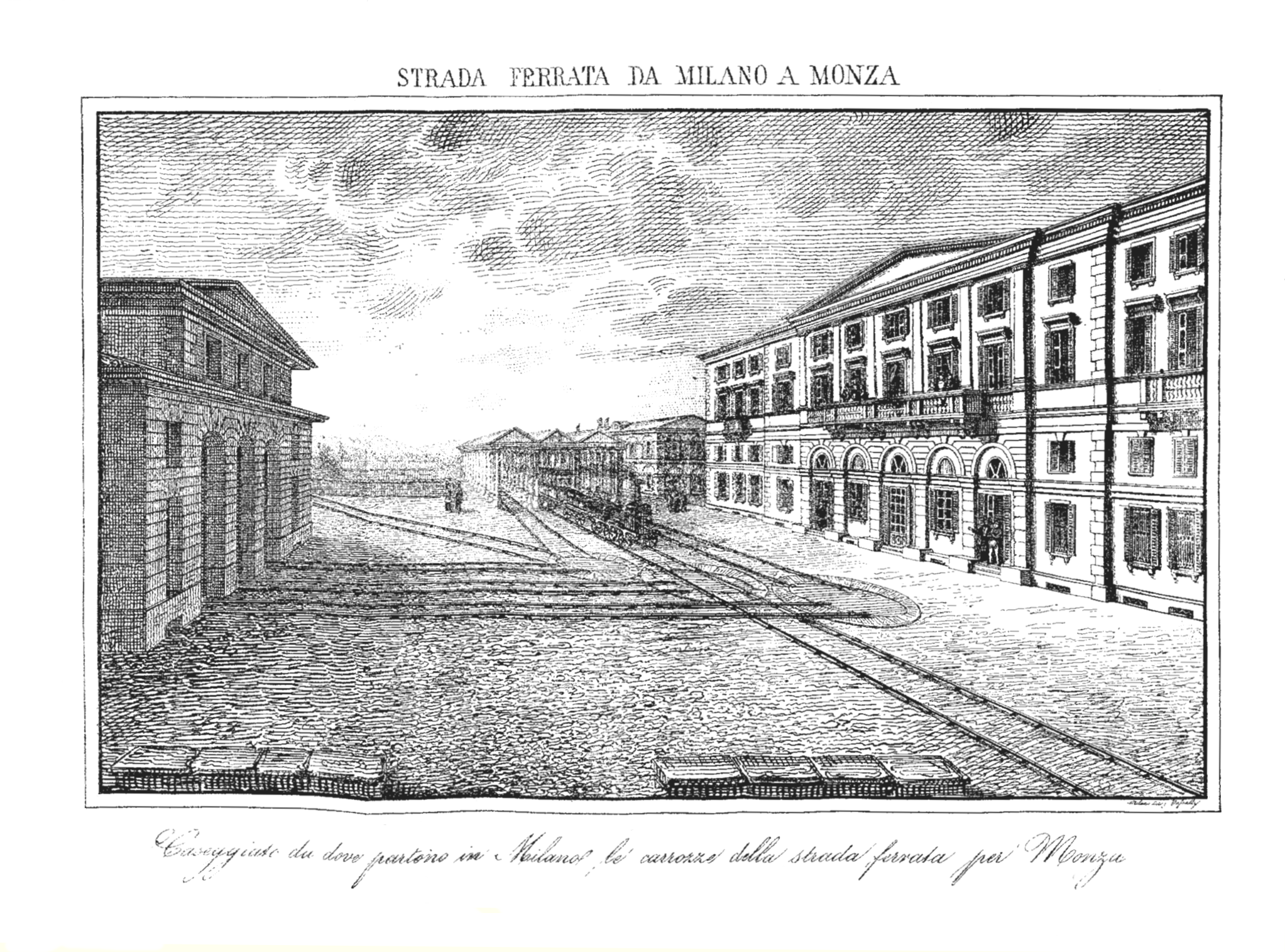
Sulla destra, la stazione di Milano Porta Nuova in una stampa d'epoca

La stazione fu edificata lungo il viale di circonvallazione (attuale viale Monte Grappa, parte della circonvallazione interna a quel tempo confine comunale di Milano), all'angolo con il Naviglio della Martesana (oggi coperto e sostituito dalla via Melchiorre Gioia). Progettista dell'edificio, realizzato in stile neoclassico, fu l'ingegnere Giulio Sarti (1798-1866).
Nel novembre del 1839 l'imperatore Ferdinando I d'Austria concesse a Giovanni Putzer, rappresentante della ditta "Holzhammer" di Bolzano, il privilegio di realizzare la strada ferrata da Milano a Monza.
Il 17 agosto 1840 la stazione fu inaugurata. La locomotiva "Lombardia" e il suo convoglio di tre vagoni su cui viaggiavano le autorità percorse i 12,8 km in soli 19 minuti. La costruzione della linea ferroviaria fu un vero avvenimento e nei primi mesi i passeggeri giornalieri furono in media 1750, diventando meta per le gite domenicali. Il 20 dicembre 1840 entrava in attività il primo omnibus a cavalli che collegava piazza Duomo con la stazione.
La stazione milanese e quella monzese erano molto simili. Entrambe realizzate in stile neoclassico, differenziavano essenzialmente nella dimensione. La stazione milanese, ancora esistente, fu realizzata su tre piani con un pronao a capitelli ionici, sormontato da un frontone triangolare, mentre quella monzese era a un solo piano.
In seguito al prolungamento della linea ferroviaria fino a Camerlata, presso Como, la stazione divenne insufficiente a smistare l'aumentato traffico. Pertanto fu sostituita da una nuova stazione, posta poche centinaia di metri più a nord.
L'edificio fu adibito a sede di uffici della società ferroviaria. Dal 2010 la stazione è stata sottoposta a un restauro conservativo ed è diventata un albergo.